# رود اورنج
رود اورنج (آفریکانس/هلندی: Oranjerivier)، Gariep River، Groote River یا Senqu River طولانی‌ترین رود آفریقای جنوبی است. این رود از لسوتو سرچشمه می‌گیرد و در آفریقای جنوبی به اقیانوس اطلس می‌ریزد. این رود همچنین مرز بین آفریقای جنوبی و نامبیا و همچنین مرز بین آفریقای جنوبی و لسوتو نیز هست.